# Croton gratissimus
Croton gratissimus là một loài thực vật có hoa trong họ Đại kích. Loài này được Burch. mô tả khoa học đầu tiên năm 1824.

## Hình ảnh

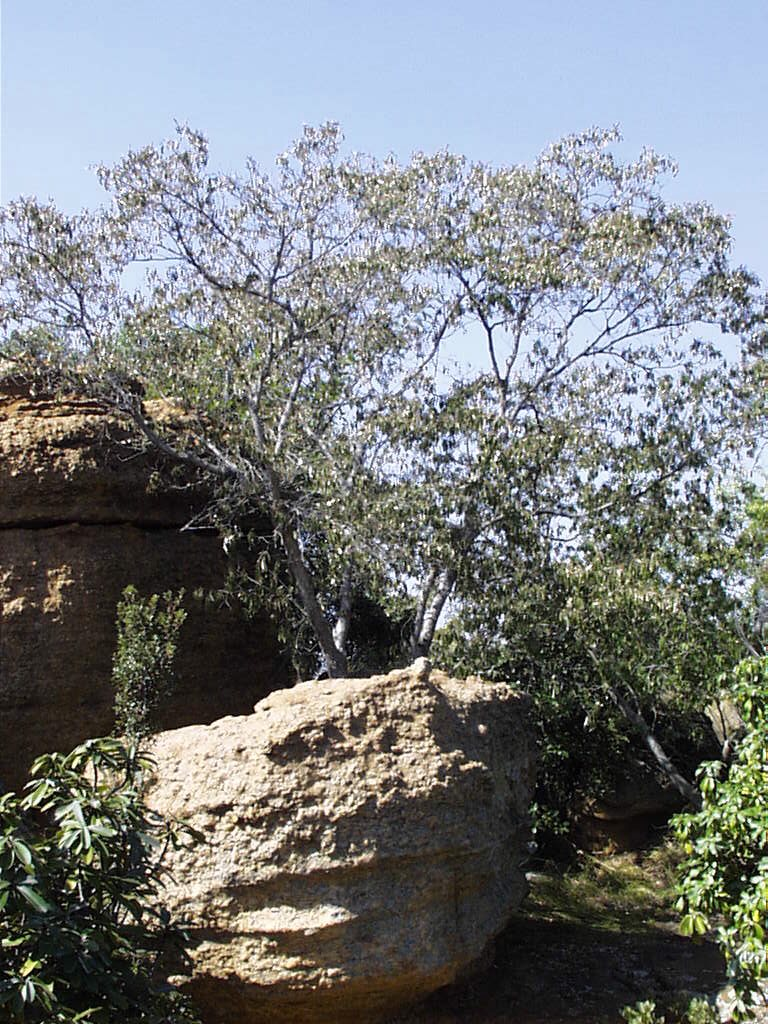
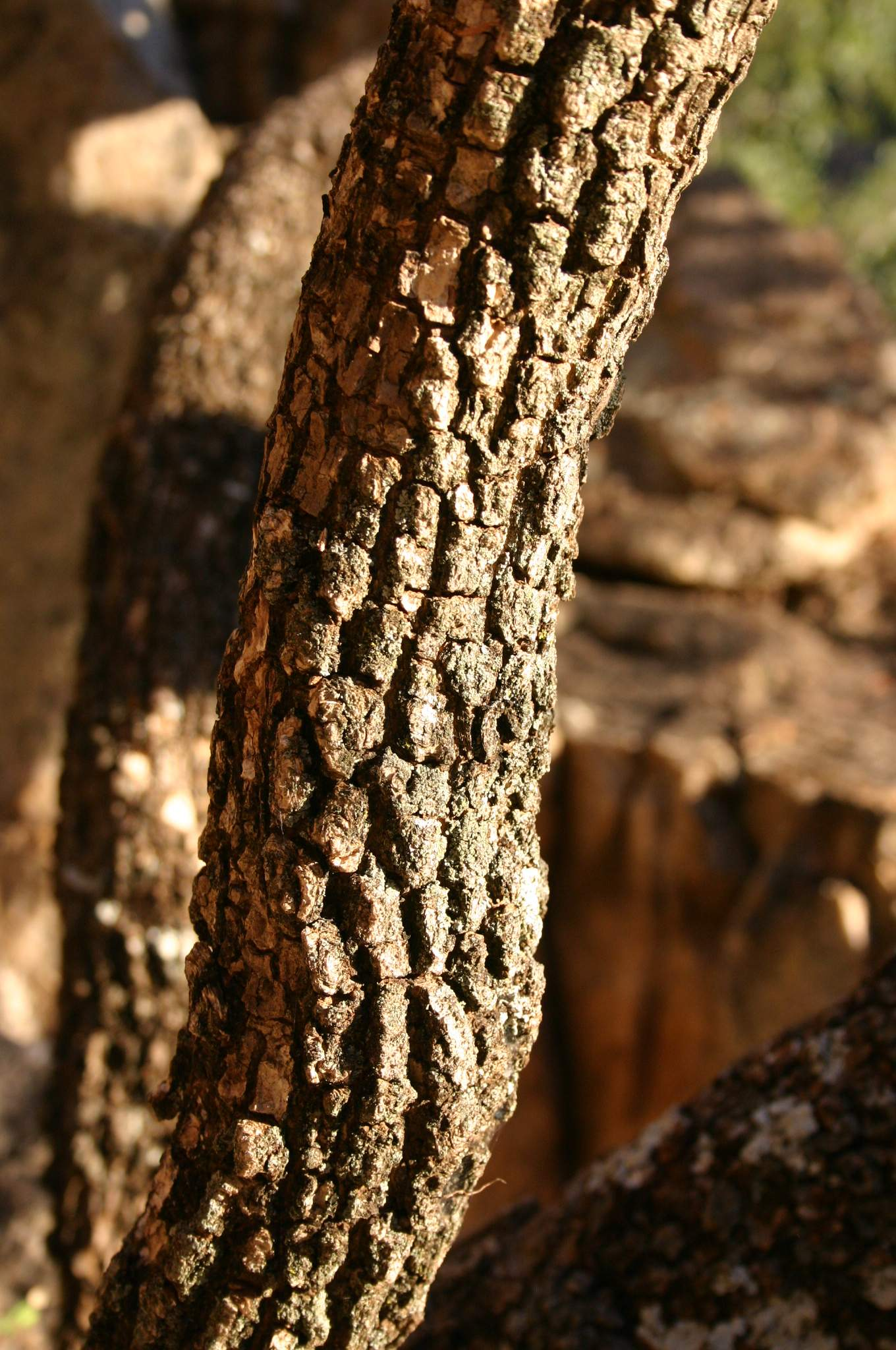
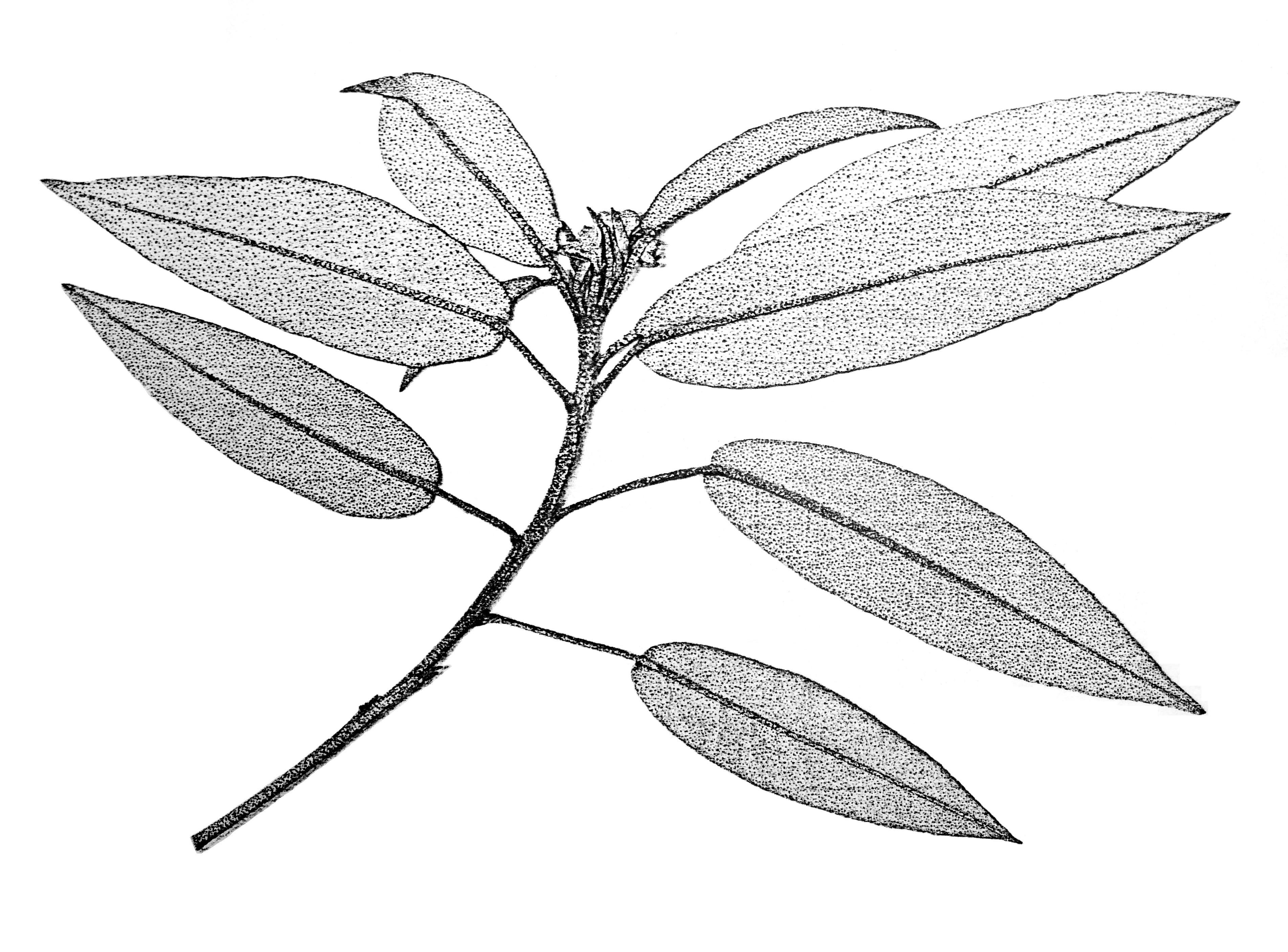
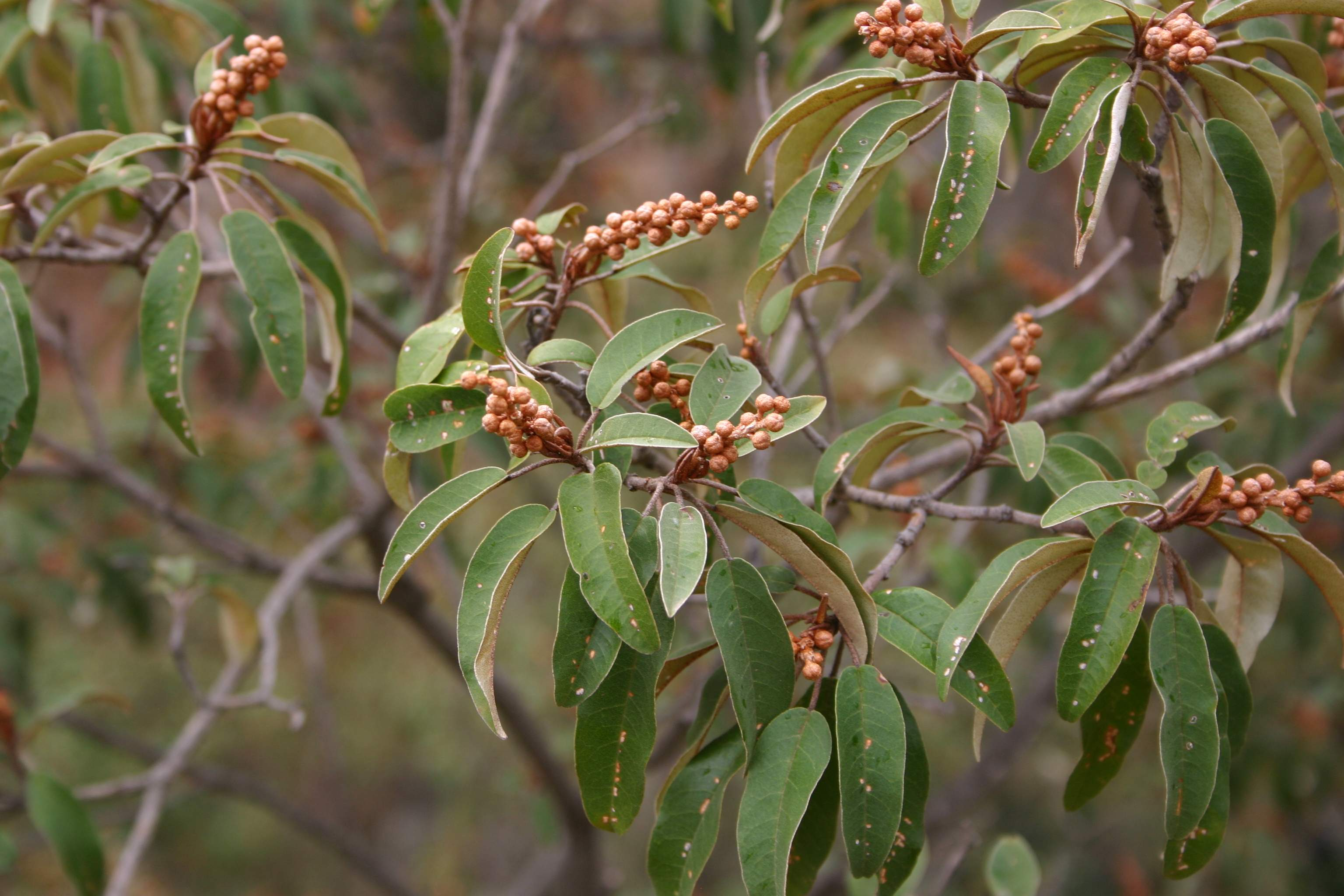